# Kate Fleetwood
Kate Fleetwood (Cirencester, 24 de setembro de 1972) é uma atriz inglesa. Seus papeis mais conhecidos incluem Lady Macbeth, ao lado de Patrick Stewart, Medea, Nancy Birch em Harlots e Felicity Webster em The Widower.

## Filmografia
Cinema
- Feira das Vaidades (2004) ...Miss Pinkerton's Crone
- Elizabeth: A Era de Ouro (2007) ...mulher com bebê
- Harry Potter e as Relíquias da Morte: Parte 1 (2010) ... Mary Cattermole
- Les Misérables (2012) ... mulher na fabrica
- Philomena (2013) ... Irmã mais nova Hildegarde
- Star Wars: O Despertar da Força (2015) ... Oficial Unamo (Oficial de Primeira Ordem)
- London Road (2015) ...Vicky
- Beirut (2018) ...Alice